# Federwisch (Magdlos)
Koordinaten: 50° 25′ 35″ N, 9° 31′ 34″ O
Federwisch ist ein Weiler im östlichen Teil von Magdlos, einem Ortsteil in der Gemeinde Flieden im Süden des osthessischen Landkreises Fulda.

## Geographie
Der aus einem einstigen Hof hervorgegangene Weiler ist heute nahezu mit Magdlos zusammengewachsen. Er liegt südwestlich von Fulda, auf dem die Rhön und den Vogelsberg verbindenden Hessischen Landrücken, auf 331 m Höhe am Hang nördlich der Bachaue des Magdloser Wassers. Durch den Ort verläuft die Kreisstraße K 88 von Magdlos nach Flieden.

## Ortsname
Der Ortsname hat nichts mit einem Staubwedel zu tun, sondern bedeutet in etwa „Schilfwiese“, wohl weil die Randstreifen des Baches einst von Schilf gesäumt waren. Der Name ist vermutlich etymologisch abgeleitet von „Fedar“ im Sinne von Schilfwedel und von dem süddeutschen Ausdruck „Wisch“ für Wiese.

## Ortsgeschichtliches
Federwisch gehörte geschichtlich zum fuldischen, später kurhessischen Amt Neuhof. Erst im 19. Jahrhundert entwickelte sich um den bisherigen Hof Federwisch ein kleiner Weiler; eine Mühle in Federwisch wird jedoch bereits im Jahre 1712 erwähnt. Im Jahre 1843 wird noch von einem Hof mit 9 Einwohnern gesprochen, aber bei der Volkszählung am 1. Dezember 1871 wird der Ort zwar noch immer als „Hof“ bezeichnet, hatte aber bereits 24 Häuser und 92 Einwohner. 1895 waren es 18 Häuser mit 96 Bewohnern.